# Horná Mičiná
Horná Mičiná é um município da Eslováquia localizado no distrito de Banská Bystrica, região de Banská Bystrica.

## Demografia
| Ano:        | 1994 | 2004   | 2014    | 2024    |
| ----------- | ---- | ------ | ------- | ------- |
| Broj ljudi: | 475  | 467    | 607     | 698     |
| Razlika:    |      | -1,68% | +29,97% | +14,99% |

| Ano:               | 2023 | 2024   |
| ------------------ | ---- | ------ |
| Número de pessoas: | 690  | 698    |
| Diferença:         |      | +1,15% |